# Andreas Gianniōtīs
Andreas Gianniōtīs (in greco Ανδρέας Γιαννιώτης?; Serres, 12 dicembre 1992) è un calciatore greco, portiere del Kasımpaşa.

## Carriera

### Club
Cresciuto nel vivaio dell'Iraklis Salonicco, gioca una stagione tra le file dell'Ethnikos Gazoros, prima di essere prelevato dall'Olympiakos. Nel gennaio del 2014, viene girato in prestito al Fostiras, formazione militante nella seconda serie greca, scendendo in campo quattordici volte. La stagione successiva, gioca la prima parte di stagione nel PAS Giannina dove gioca una sola partita di coppa; la seconda parte della stagione torna all'Olympiakos, nel ruolo di terzo portiere.
Nell'estate del 2015, viene nuovamente girato in prestito, questa volta al Panionios, dove viene impiegato in tre partite di campionato e in due di coppa. La stagione successiva la gioca da titolare, scendendo in campo trentatré volte in campionato.
Nel settembre del 2017, dopo aver sciolto ogni vincolo contrattuale con l'Olympiakos, firma con l'Atromītos.

### Nazionale
Vanta una sola presenza nella nazionale under-21, in un match valido per le qualificazioni al Campionato europeo di categoria contro la selezione cipriota, vinto per 1-0.
Nel giugno del 2017 ottiene la sua prima chiamata in nazionale maggiore, senza tuttavia esordire.

## Statistiche

### Cronologia presenze e reti in nazionale
| Cronologia completa delle presenze e delle reti in nazionale ― Grecia | Cronologia completa delle presenze e delle reti in nazionale ― Grecia | Cronologia completa delle presenze e delle reti in nazionale ― Grecia | Cronologia completa delle presenze e delle reti in nazionale ― Grecia | Cronologia completa delle presenze e delle reti in nazionale ― Grecia | Cronologia completa delle presenze e delle reti in nazionale ― Grecia | Cronologia completa delle presenze e delle reti in nazionale ― Grecia | Cronologia completa delle presenze e delle reti in nazionale ― Grecia |
| Data                                                                  | Città                                                                 | In casa                                                               | Risultato                                                             | Ospiti                                                                | Competizione                                                          | Reti                                                                  | Note                                                                  |
| --------------------------------------------------------------------- | --------------------------------------------------------------------- | --------------------------------------------------------------------- | --------------------------------------------------------------------- | --------------------------------------------------------------------- | --------------------------------------------------------------------- | --------------------------------------------------------------------- | --------------------------------------------------------------------- |
| 27-3-2018                                                             | Zurigo                                                                | Egitto                                                                | 0 – 1                                                                 | Grecia                                                                | Amichevole                                                            | -                                                                     | 46’                                                                   |
| 15-5-2018                                                             | Siviglia                                                              | Arabia Saudita                                                        | 2 – 0                                                                 | Grecia                                                                | Amichevole                                                            | -1                                                                    | 46’                                                                   |
| Totale                                                                |                                                                       | Presenze                                                              | 2                                                                     |                                                                       | Reti                                                                  | -1                                                                    |                                                                       |

## Palmarès

### Club

#### Competizioni nazionali
- Campionato greco: 1

Olympiakos: 2014-2015
- Coppa di Grecia: 1

Olympiakos: 2014-2015